# James Wolcott Wadsworth (1877–1952)
James Wolcott Wadsworth Jr. (ur. 12 sierpnia 1877 w Geneseo, zm. 21 czerwca 1952 w Waszyngtonie) – amerykański polityk, członek Partii Republikańskiej.

## Działalność polityczna
Od 1905 do 1910 zasiadał w New York State Assembly. W okresie od 4 marca 1915 do 3 marca 1927 przez dwie kadencje senatorem Stanów Zjednoczonych z Nowego Jorku (3. klasa). Od 4 marca 1933 do 3 stycznia 1945 przez sześć kadencji był przedstawicielem 39. okręgu, a od 3 stycznia 1945 do 3 stycznia 1951 przez trzy kadencje był przedstawicielem 41. okręgu wyborczego w stanie Nowy Jork w Izbie Reprezentantów Stanów Zjednoczonych.
Jego ojcem był James Wolcott Wadsworth.